# Phytomyza orindensis
Phytomyza orindensis este o specie de muște din genul Phytomyza, familia Agromyzidae, descrisă de Spencer în anul 1981. Conform Catalogue of Life specia Phytomyza orindensis nu are subspecii cunoscute.